# UFC Fight Night: Munoz vs. Mousasi
UFC Fight Night: Munoz vs. Mousasi（ユーエフシー・ファイトナイト：ムニョス・バーサス・ムサシ、別名UFC Fight Night 41）は、アメリカ合衆国の総合格闘技団体「UFC」の大会の一つ。2014年5月31日、ドイツ・ベルリンのO2ワールドで開催された。

## 大会概要
3年6か月ぶりのドイツ開催となった本大会ではマーク・ムニョスとゲガール・ムサシによるミドル級ワンマッチが組まれた。
キャリア10戦全勝のパウエル・パウラク、9戦全勝のヴィクトル・ペスタ、8戦無敗のニクラス・バクストロムがUFCデビュー。

### カード変更
負傷などによるカードの変更は以下の通り。
- チアゴ・タバレス → ニクラス・バクストロム（第7試合）

## 試合結果

### プレリミナリーカード
第1試合 ヘビー級ワンマッチ 5分3R
○  ルスラン・マゴメドフ vs.  ヴィクトル・ペスタ ×
3R終了 判定3-0（29-28、29-28、29-28）
第2試合 フェザー級ワンマッチ 5分3R
○  マキシモ・ブランコ vs.  アンディ・オーグル ×
3R終了 判定3-0（29-28、29-28、29-28）
第3試合 ウェルター級ワンマッチ 5分3R
○  ペーター・ソボッタ vs.  パウエル・パウラク ×
3R終了 判定3-0（30-27、30-27、30-27）
第4試合 バンタム級ワンマッチ 5分3R
○  ユーリ・アルカンタラ vs.  ヴァウアン・リー ×
1R 0:25 KO（左フック→パウンド）
第5試合 ミドル級ワンマッチ 5分3R
○  マグナス・セデンブラド vs.  クシシュトフ・ヨッコ ×
2R 4:59 ギロチンチョーク
第6試合 ライト級ワンマッチ 5分3R
○  ニック・ヘイン vs.  ドリュー・ドーバー ×
3R終了 判定3-0（29-28、30-27、29-28）

### メインカード
第7試合 フェザー級ワンマッチ 5分3R
○  ニクラス・バクストロム vs.  トム・ニーニマキ ×
1R 4:15 リアネイキドチョーク
第8試合 ミドル級ワンマッチ 5分3R
○  ショーン・ストリックランド vs.  ルーク・バーナット ×
3R終了 判定2-1（28-29、30-27、29-28）
第9試合 ミドル級ワンマッチ 5分3R
○  CB・ダラウェイ vs.  フランシス・カーモン ×
3R終了 判定3-0（30-27、30-27、29-28）
第10試合 ミドル級ワンマッチ 5分5R
○  ゲガール・ムサシ  vs.  マーク・ムニョス ×
1R 3:57 リアネイキドチョーク

### 各賞
ファイト・オブ・ザ・ナイト： 該当者なし
パフォーマンス・オブ・ザ・ナイト： マグナス・セデンブラド、ニクラス・バクストロム、CB・ダラウェイ、ゲガール・ムサシ
各選手にはボーナスとして5万ドルが支給された。